# اوتووتسک
اوتووتسک (به لهستانی:  Otwock) یک منطقهٔ مسکونی در لهستان است که در شهرستان اوتووتسک واقع شده‌است. اوتووتسک ۴۷٫۳۳ کیلومتر مربع مساحت و ۴۵٬۰۴۴ نفر جمعیت دارد و ۱۰۰ متر بالاتر از سطح دریا واقع شده‌است.

## خواهرخوانده
شهر سنت-اماند-منتخند خواهرخواندهٔ اوتووتسک هست.